# 青春歌迷俱乐部
青春歌迷俱乐部乐队（英語：Teenage Fanclub），是一支于1989年在苏格兰格拉斯哥附近的贝尔希尔成立的另类摇滚乐队。

## 概览
青春歌迷俱乐部乐队那整齐划一，类似于Byrd乐队的吉他和人声合音广受被强力流行乐（Power-Pop）爱好者的喜爱。他们经常被歌迷亲切地称为“小粉丝”和“贝尔希尔的沙滩男孩乐队”。
乐队的三位固定成员Norman Blake，Raymond McGinley和Gerard Love共同负责歌曲的创作。
在现场演出中，这三位成员会平均分配各人写作曲目的演奏时间，并担任自己所作曲目的主唱。专辑歌曲中的和声部分会在现场表演中被着重展示。一般来说，在现场音乐会上Gerard Love会在Norman Blake演唱主旋律时为其担任和声，而Blake则在Love和Raymond McGinley主唱时为他们担任和声。
乐队在2006年的Don't Look Back系列演出中，于伦敦和格拉斯哥举办了两场特别演唱会，完整演绎了1991年的经典专辑"Bandwangonesque"。两场爆满的演唱会似乎在15年后让乐迷和乐评们感到这张专辑是1991年名至实归的“全年最佳专辑”。
乐队历史上使用了多名鼓手。分别是：
- Francis MacDonald，他曾是C86音乐运动中的主要人物之一，乐队最初的鼓手，后来归队，他也曾加入BMX Bandits乐队；
- Brendan O'Hare，后来加入the Telstar Ponies，Mogwa和他个人历史上最富盛名的Macrocosmica乐队；
- Paul Quinn, 后来被归队的Francis MacDonald取代。

键盘手Finlay MacDonald也是乐队的成员(此人与鼓手Francis MacDonald无血缘关系)。

## 乐队背景
乐队从格拉斯哥的C86音乐运动中脱颖而出。乐队创造的声音和美国西海岸乐队沙滩男孩（The Beach Boys）和Byrds，以及1970年代的乐队Big Star非常相似。最早他们是以一个狂躁风格出现的。他们的首张专辑"A Catholic Education"中的歌曲，除了"Everthing Flows"一曲外，其他都和后来的风格大相径庭。他们的第二张专辑“The King”相比上张流传较为广泛。这张由大量自我满足的狂躁吉他声响的唱片有一个戏仿麦当娜“象一个处女”专辑造型的封面（Sonic Youth乐队也用“Ciccone Youth”的造型进行过同样的戏仿）。这张专辑以极快的速度完成，为了达成他们和美国唱片公司Matador的和约。
他们的第三张专辑“Bandwagonesque”在美国由Geffen唱片公司出版，英国则由Creation唱片公司出版。这张专辑为乐队带来了商业上的成功。整张专辑经过精心构思，特征更为鲜明，吉他和弦段落也收敛许多，和声也像模像样。这张专辑在Spin杂志的年底读者投票中被选为1991年最佳专辑，甚至击败了Nirvana的“Nevermind”，他们同门师兄My Bloody Valentine的“Loveless”和R.E.M乐队大获成功的“Out of Time”。
与上张相比，他们的第四张专辑“Thirteen”，则更趋向于垃圾乐(Grunge)。专辑一出版就遭受了严厉的批评。也许乐评界是给予了上张专辑太多的溢美之词。部分也是因为一向诚实的乐队对于采访者丝毫没有掩饰他们对专辑的一些失望。这也许是因为乐队被冗长的录音过程搞的疲惫不堪。此时Brendan O'Hare离队，原因是“音乐趋向不同”。他的位置由原先Soup Dragons的Paul Quinn代替。
他们的第五张专辑《大满贯》（Grand Prix）取得了商业和评论上的双重成功。此专辑帮乐队拿到了英国专辑榜的第一个前十名。此专辑在英伦流行乐的最高峰时期出版，同时也受益于出版公司——英伦流行乐的大本营Creation公司。但在美国，这张专辑没有帮助乐队夺回“Thirteen”时期丢失的市场。此时，他们的同门师弟，英伦流行乐代表人物——绿洲乐队（Oasis）的Liam Gallagher称该乐队为仅次于绿洲的“世界上第二棒的乐队”。专辑由制作人Duncan Cameron在位于Busby的Riverside录音室制作。这也保证了他们的成功，因为他们在那里录制了包括热门歌曲“Neil Jung”在内的许多单曲。
接下来的《北不列颠之歌》（Songs From Northern Britain）延续了上张专辑的成功。这张专辑民谣化，原声色彩浓重的声音让听者感觉余音绕梁。这张专辑是他们有史以来在英国专辑榜上成绩最好的专辑，同时诞生了乐队最热门的歌曲“Ain't That Enough”（那样还不够吗？）
随后而来的专辑名叫“Howdy! ”（你好啊！）延续了上张专辑的风格。由于缺乏足够的宣传，专辑在商业上彻底失败。Francis MacDonald在专辑巡演途中归队，为专辑助威。专辑在英国由哥伦比亚唱片公司出版，因为乐队的老东家——Creation唱片被老板Alan McGee关闭。
2002年乐队推出了和另类偶像，Half Japanese乐队的Jad Fair合作的专辑《智慧与希望之言》（Words Of Wisdom And Hope）。
他们在新力唱片的最后一张专辑《4766秒——通往青春歌迷俱乐部的捷径》（Four Thousand Seven Hundred And Sixty-Six Seconds - A Shortcut To Teenage Fanclub）收集了乐队的最佳曲目和3收新歌。三名固定团员一人创作了一首。
他们的最新专辑《人造》（Man-Made）在2005年5月2日由乐队自己的公司PeMa出版。此专辑2004年录制于芝加哥，由著名芝加哥后摇滚乐队“乌龟”（Tortoise）的灵魂人物John McEntire制作。

## 乐队趣闻
1. 在Michael Moore导演的“Bowling for Columbine”一片中，使用了乐队翻唱Camper Van Beethoven的一曲《把平头佬们都拿来当保龄球》（Take the Skinheads Bowling）一曲。

## 乐队唱片和单曲列表
专辑
- A Catholic Education (1990年)
- The King (1991年) 英国专辑榜第53位
- Bandwagonesque (1991年) 英国专辑榜第22位，美国专辑榜第137位
- Thirteen (1993年) 英国专辑榜第14位
- Deep Fried Fanclub (1995年) [B面歌曲合辑]
- Grand Prix (1995年) 英国专辑榜第7位
- Songs From Northern Britain (1997年) 英国专辑榜第3位
- Howdy! (2000年) 英国专辑榜第33位
- Words of Wisdom and Hope (2002年) [与[[Jad Fair]合作]]
- Four Thousand Seven Hundred And Sixty-Six Seconds - A Shortcut To Teenage Fanclub (2003年) 合辑，英国专辑榜第47位
- Man-Made - (2005年) 英国专辑榜第34位
- Shadows - (2010年)
- Here - (2016年)

合輯
- Deep Fried Fanclub - (1995年) (B面合輯)
- Four Thousand Seven Hundred and Sixty-Six Seconds – A Short Cut to Teenage Fanclub - (2003)

单曲
- "Everything Flows" - (7寸盘，1990年英国发行, 1991年由CDS美国发行)
- "Everybody's Fool" (7") - (1990年)
- "The Ballad of John & Yoko" - (1990年)
- "God Knows It's True" - (1990年) #99 UK
- "Star Sign" - (1991年8月18日) #44 UK
- "The Concept" - (1991年10月27日) #51 UK
- "The Peel Sessions" - (1991年)
- "What You Do To Me" (EP) - (1992年2月2日) #31 UK
- "Free Again / Bad Seeds" (7") - (1992年)
- "Radio" - (1993年6月17日) #31 UK
- "Norman 3" - (1993年8月12日) #50 UK
- "Hang On" - (1994年2月14日)
- "Fallin'" - (1994年3月28日) #59 UK
- "Mellow Doubt" - (1995日4月7日) #34 UK
- "Sparky's Dream" - (1995年5月15日) #39 UK
- "Neil Jung" - (1995年8月21日) #62 UK
- "Ain't That Enough" - (1997年6月30日) #17 UK
- "I Don't Want Control Of You" - (1997年8月11日) #43 UK
- "Start Again" - (1997年11月17日) #54 UK
- "I Need Direction" - (2000年10月9日) #68 UK
- "Dumb Dumb Dumb" - (2001年6月18日)
- "Association" - (2004年8月29日) #75 UK
- "Fallen Leaves" - (2005年5月30日) {Limited to 2,000 copies}
- "It's All In My Mind" - (2005年10月22日)
- "Baby Lee" - (2010年4月)
- "I'm in Love" - (2016年6月)